# Андрианов (Орловский район)
Андрианов — хутор в Орловском районе Ростовской области.
Входит в состав Островянского сельского поселения.

## История
Основан в конце XIX века как временное поселение Андриановское на землях калмыцкой станицы Иловайской. Согласно данным первой Всероссийской переписи населения 1897 года в поселении Андриановском проживало 32 души мужского и 30 женского пола. К 1915 году в поселении имелось 15 дворов, проживало 63 души мужского и 68 женского пола
Согласно первой Всесоюзной переписи населения 1926 года население хутора составило 636 человек, из них украинцев — 536, великороссов — 100. На момент переписи хутор входил в состав Верхне-Верхоломовского сельсовета Зимовниковского района Сальского округа Северо-Кавказского края.

## География
Хутор расположен в пределах Сальско-Манычской гряды Ергенинской возвышенности, являющейся частью Восточно-Европейской равнины, на правом берегу реки Большой Куберле (при устье балки Шумкова), на высоте 80 метров над уровнем моря. Рельеф местности холмисто-равнинный. Почвы тёмно-каштановые солонцеватые и солончаковые.
По автомобильной дороге расстояние до Ростова-на-Дону составляет 270 км, до районного центра посёлка Орловский — 26 км.
Часовой пояс
Андрианов, как и вся Ростовская область, находится в часовой зоне МСК (московское время). Смещение применяемого времени относительно UTC составляет +3:00.

## Население
| 2002 |
| ---- |
| 0    |

| 1897 | 1915 | 1926 | 2010 |
| ---- | ---- | ---- | ---- |
| 62   | ↗131 | ↗636 | ↘7   |